# Schat van Staffordshire

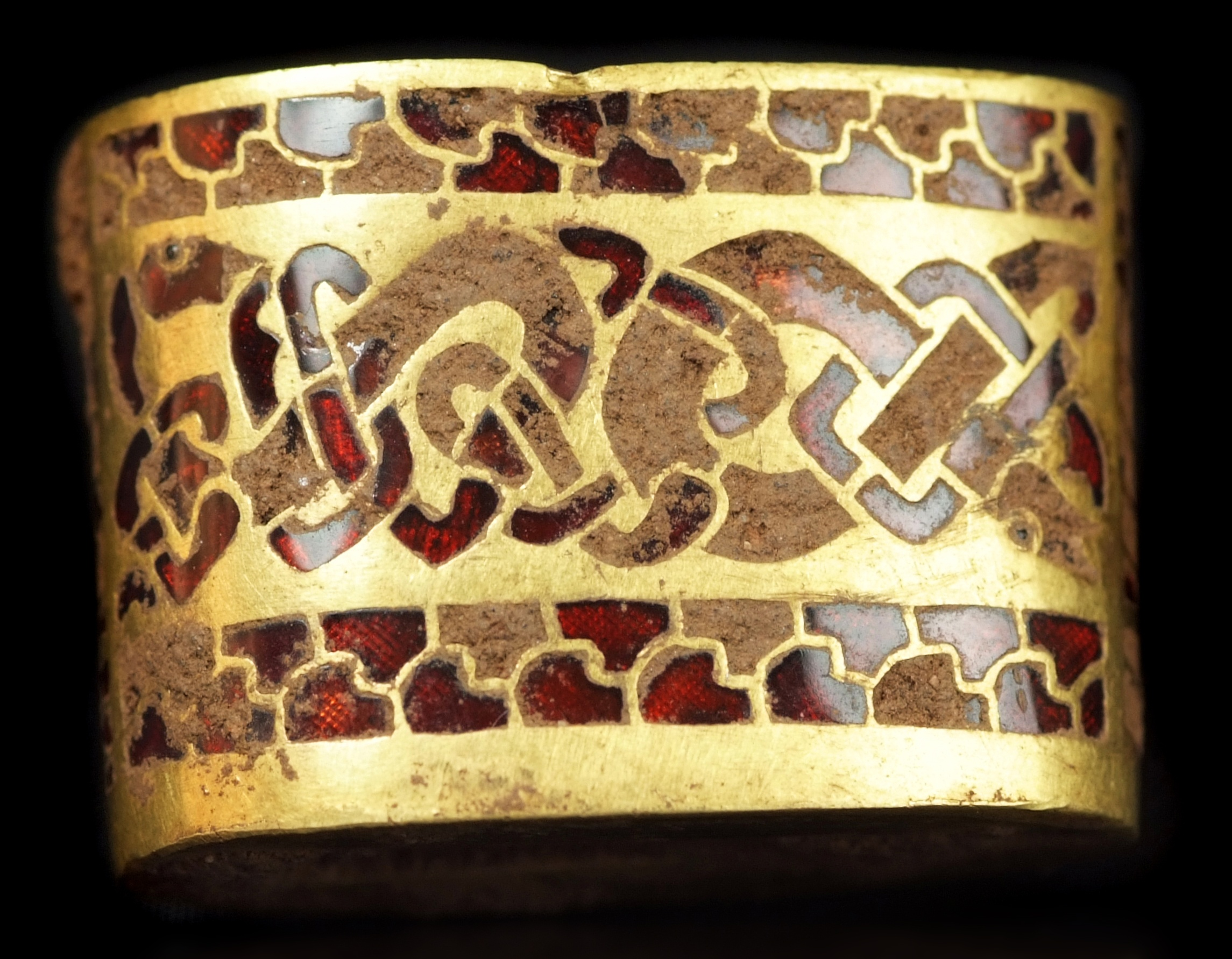
Een pronkstuk uit de schat is deze gouden armband, die versierd is met de cloisonné-techniek.

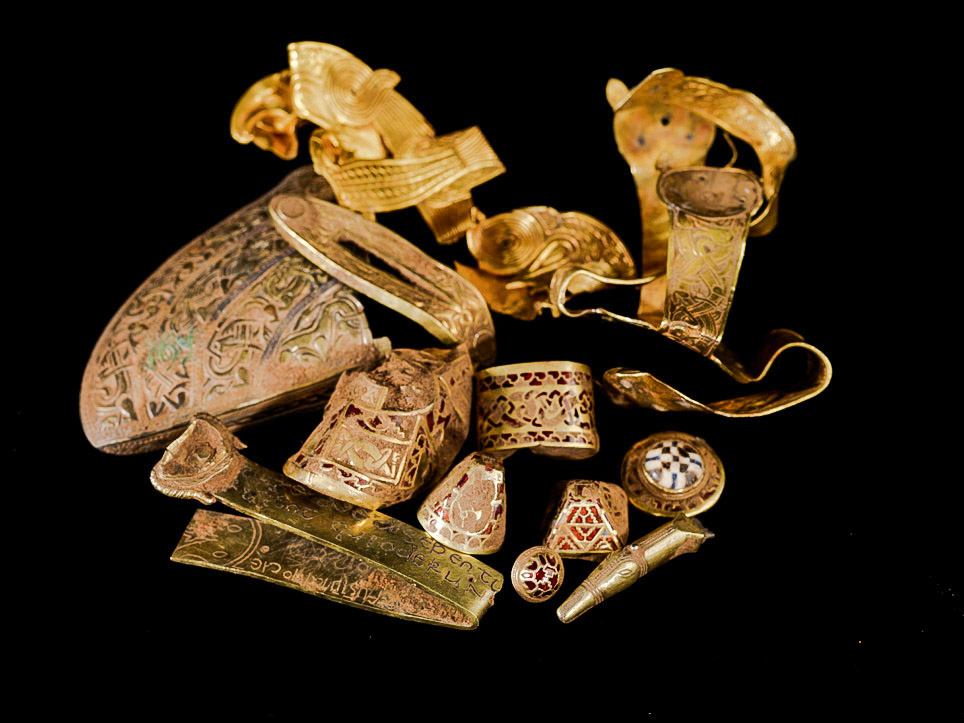
Enkele siervoorwerpen uit de schat van Staffordshire

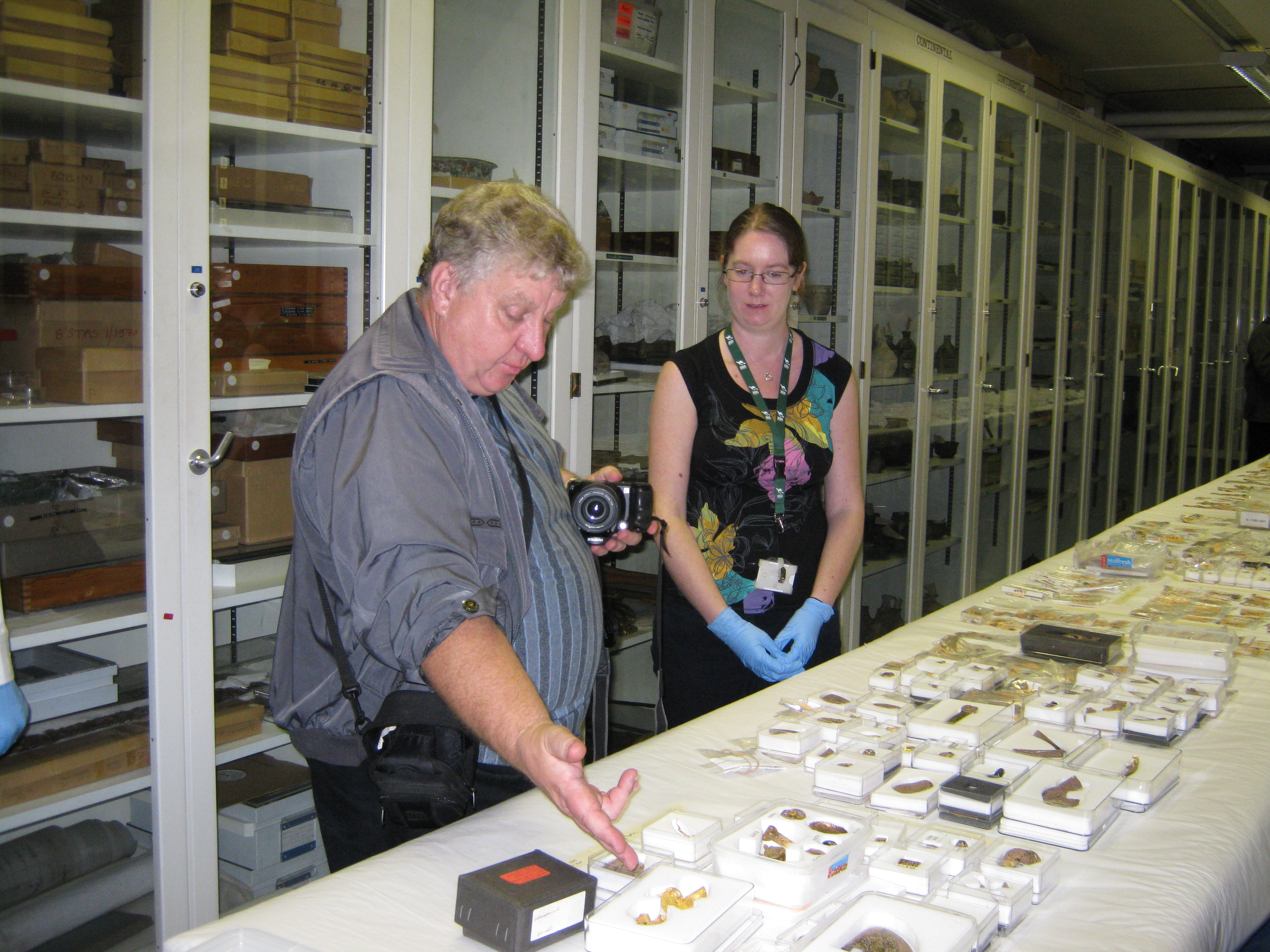
De ontdekker, Terry Herbert, en een medewerkster van de Universiteit van Birmingham analyseren de gevonden voorwerpen.

De schat van Staffordshire is de grootste depotvondst van Angelsaksische gouden en zilveren siervoorwerpen die ooit werd gevonden in Engeland.
De schat werd op 5 juli 2009 ontdekt door de Britse amateurarcheoloog Terry Herbert, die met een metaaldetector op het weiland van een boer aan het zoeken was naar metalen voorwerpen. De ontdekking, die meer dan twee maanden nadien openbaar werd gemaakt (24 september 2009), werd gedaan nabij de stad Lichfield, in het graafschap Staffordshire. Vlak na de ontdekking in juli 2009, nam de archeologische dienst van de Universiteit van Birmingham de opgravingswerken voor zijn rekening.

## Inhoud van de schat
De schat van Staffordshire bestaat uit ongeveer 5 kilogram goud en 1,3 kilogram zilverwerk. Hiermee is het de grootste Angelsaksische schat die werd gevonden in Engeland. Ze is naar schatting £ 3.285.000 (3.968.254 euro) waard. Sutton Hoo leverde daarentegen 'maar' 1,33 kilogram aan siervoorwerpen op.
De schat bestaat uit een kleine 1600 voorwerpen, waaronder gouden en zilveren sieraden voor de mannelijke elite (armbanden, fibulae, ringen, medaillons, ...) en wapens (zwaarden, handvatten van dolken en onderdelen van een helm). Er zijn ook 2 (mogelijk 3) Keltische kruisen gevonden. De meeste voorwerpen zijn versierd met rood- en blauwkleurig email of granaat en ingelegd volgens de cloisonné-techniek. Er werden evenwel geen vrouwensieraden gevonden.

### Wapens
Het opvallendste aan de schat is de grote variatie en kwantiteit aan wapens en gevechtsgerelateerde voorwerpen. Er werden 84 zwaardgevesten en 71 zwaard- en dolkhandvatten gevonden. Ze zijn stuk voor stuk bijzonder fraai gedecoreerd: ze bestaat veelal uit goud en werden ingelegd met granaten. De hoge mate waarin ze werden versierd (wat een intense concentratie heeft vereist) zou duiden op het feit dat ze toebehoorden aan edellieden.

### Keltische kruisen
De enige voorwerpen uit de schat die niet gelinkt zijn aan wapens, zijn 2 (mogelijk 3) Keltische kruisen. Het grootste kruis werd mogelijk in processies meegedragen. Dit kruis is, ondanks dat het gevouwen is, vrijwel geheel intact gebleven. Het biedt een blik op de manier waarop deze voorwerpen werden gemaakt en duidt op het belang van het geloof in de Angelsaksische cultuur uit de vroege middeleeuwen.

### Inscriptie
Een van de inscripties op een gouden strip vermeldt de volgende Bijbelse tekst:

surge dne disepentur inimici tui et fugent qui oderunt te a facie tua

De Latijnse transcriptie luidt als volgt: Surge Domine et dissipentur inimici tui et fugiant qui oderunt te a facie tua. In het Nederlands betekent de zin: Sta op, God, moge Uw vijanden verdreven worden en zij die U haten uit uw gezichtsveld verjaagd worden. De tekst is mogelijk afkomstig uit het boek Numeri 10, vers 35. Aan de hand van het schrift en de stijl waarin de inscriptie werd gemaakt, leidt professor Michelle Brown af dat de schat mogelijk stamt uit de 7de of vroege 8ste eeuw.

## Impact
Terry Herbert haalde bij de ontdekking zo'n 500 voorwerpen boven vooraleer experts te waarschuwen. Die haalden nog eens 800 stuks boven. Een expert van het British Museum verklaarde dat de ontdekking het beeld over de Angelsaksen in Engeland radicaal zal veranderen. Wellicht maakte de schat deel uit van een lange succesvolle militaire campagne. De Engelse experts waren opgetogen over de schat, die werd aangekocht door het Birmingham Museum & Art Gallery en het Potteries Museum & Art Gallery.
Terry Herbert, die leeft van een arbeidsongeschiktheidsuitkering, had als ontdekker van de schat recht op de helft van de waarde. De andere 50% was voor de eigenaar van het land, Fred Johnson.